# 堀之内町 (新潟県)

現・魚沼市域における平成の大合併。当町は小出町の西隣に位置した。

堀之内町（ほりのうちまち）は、新潟県北魚沼郡にあった町。小出町への通勤率は10.7%（平成12年国勢調査）。2004年（平成16年）11月1日に小出町、湯之谷村、広神村、守門村、入広瀬村との合併により魚沼市となった。

## 地理
- 山:
- 河川:魚野川
- 湖沼:

## 歴史
かつて魚野川は現在の流路と異なり、この地点で湾曲していたため、湾曲部という意味をこめて「堀之内」という地名になったとされる。
近世には三国街道の宿場町である堀之内宿として、また越後縮の集積地として栄えた。

### 年表
- 1889年（明治22年）4月1日 - 町村制施行により堀之内村，城下村，宇賀地村，田川入村が成立。
- 1901年（明治34年）11月1日 - 堀之内村，城下村，宇賀地村が合併して堀之内村となる。
- 1926年（大正15年）
  - 4月1日 - 堀之内村，田川入村が合併して堀之内村となる。
  - 11月10日 - 堀之内村が町制施行して堀之内町となる。
- 2004年（平成16年）11月1日 - 小出町、湯之谷村、広神村、守門村、入広瀬村と合併して魚沼市が誕生。堀之内町は消滅。

魚沼市の歴史も参照のこと。

## 行政
- 2004年（平成16年）に小出町・堀之内町・広神村・湯之谷村・守門村・入広瀬村など6町村が合併して魚沼市が誕生する。

## 姉妹都市・提携都市

### 国内
- 東京都豊島区 - 2003年11月防災協定締結。

## 教育

### 小学校
- 堀之内町立宇賀地小学校
- 堀之内町立堀之内小学校

### 中学校
- 堀之内町立堀之内中学校

### 高等学校
- 新潟県立堀之内高等学校

## 交通

### 道路
高速道路
- 関越自動車道堀之内インターチェンジ

国道
- 国道17号
- 国道252号

都道府県道
- 主要地方道
  - 新潟県道23号柏崎高浜堀之内線
  - 新潟県道58号小千谷大和線
  - 新潟県道71号小千谷川口大和線

### 鉄道
- 東日本旅客鉄道上越線
  - 越後堀之内駅 - 北堀之内駅

## 名所・旧跡・観光スポット・祭事・催事

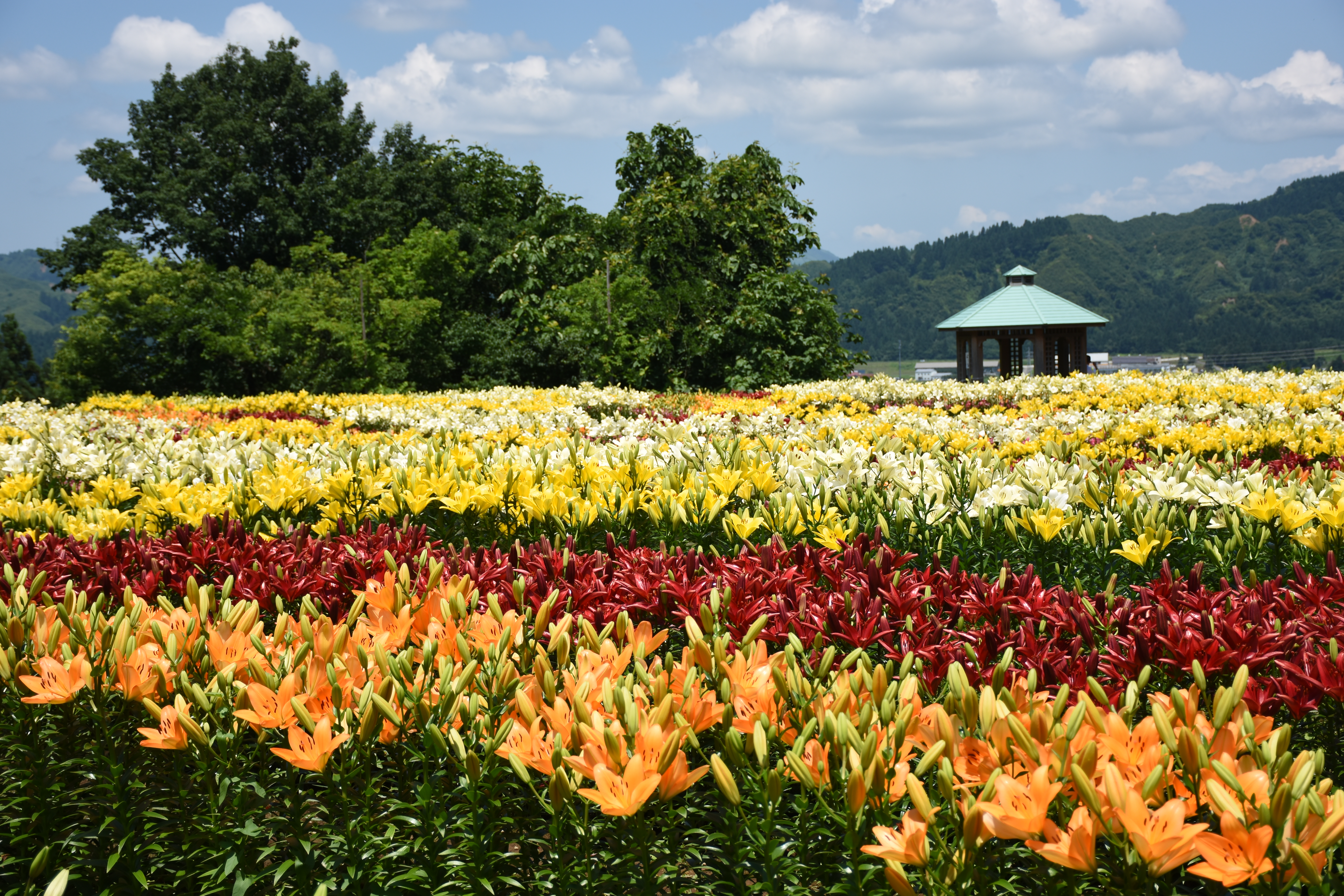
月岡公園（合併後の2017年7月撮影）

- 八幡宮 - 堀之内の鎮守[4]。十五夜まつりは元禄年間から伝わる[2]。
- 皇大神宮 - お神送りやお神迎えの儀式で知られる[4]。1361年に勧請された[2]。
- 奥只見レクリェーション都市公園
- 永林寺
- 下倉山城跡
- 月岡公園
- 喜楽座 - 劇場・映画館。1950年開館。
- 大の阪 - 盆踊り。国指定無形民俗文化財[5]。

## 出身有名人
- 宮柊二 - 歌人。堀之内町名誉町民。
- 渡辺広康 - 実業家。東京佐川急便社長。二子山部屋後援会会長（タニマチ）。
- 大豊昌央 - 大相撲力士。年寄：荒汐。